# Aziz Nesin
Aziz Nesin, đọc là Azit Nexin hay Azit Nêxin, (tên khai sinh là Mehmet Nusret; 20 tháng 12 năm 1915 — 6 tháng 7 năm 1995) là một nhà văn châm biếm được ngưỡng mộ ở Thổ Nhĩ Kỳ và là tác giả của hơn 100 cuốn sách.

## Bút danh
Thường được gọi với cái tên "Aziz Nesin", đây nguyên là tên cha ông, được Nesin sử dụng làm bút danh khi bắt đầu sáng tác. Ông đã sử dụng hơn năm mươi bút danh, như "Vedia Nesin", tên người vợ đầu, cho những bài thơ tình được xuất bản trên tạp chí Yedigün.

## Tiểu sử
Ông sinh tại Heybeliada, Istanbul dưới chế độ đế chế Ottoman năm 1915. Sau khi làm viên chức trong vài năm, ông trở thành người biên tập của một loạt tạp chí trào phúng châm biếm nghiêng về chủ nghĩa xã hội. Ông bị tống giam vài lần vì thái độ chính trị của mình.
Nesin đã đưa ra một bản cáo trạng mạnh mẽ lên án sự áp bức và đối xử hung bạo với dân thường. Ông châm biếm bộ máy quan liêu và phơi bày sự bất công của nền kinh tế qua các tác phẩm được kết hợp giữa màu sắc địa phương và sự thật trần trụi một cách tinh tế. Aziz Nesin được trao tặng nhiều giải thưởng tại Thổ Nhĩ Kỳ, Ý, Bulgaria và Liên bang Xô Viết. Những tác phẩm của ông được dịch ra hơn 30 thứ tiếng. Trong nửa sau cuộc đời mình, ông được cho là tác giả Thổ Nhĩ Kỳ duy nhất sống hoàn toàn bằng thu nhập từ những cuốn sách của mình.
Năm 1972, ông sáng lập Quỹ Nesin. Mục đích của Quỹ Nesin là mỗi năm đưa 4 trẻ em nghèo vào trụ sở của quỹ để che chở, nuôi dưỡng, giáo dục, đào tạo các em, bắt đầu từ bậc tiểu học cho tới khi các em hoàn thành bậc trung học, một trường dạy nghề hoặc cho tới khi các em có nghề nghiệp ổn định. Aziz Nesin đã tặng miễn phí cho Quỹ Nesin toàn bộ bản quyền tác giả của những tác phẩm của ông tại Thổ Nhĩ Kỳ và các nước khác, bao gồm tất cả những sách đã xuất bản của ông, tất cả các vở kịch được trình diễn, bản quyền tác giả cho những bộ phim, và toàn bộ các tác phẩm của ông được phát hay sử dụng trên đài phát thanh hoặc vô tuyến truyền hình.
Aziz Nesin là một nhà hoạt động chính trị. Sau cuộc đảo chính quân sự năm 1980 do Kenan Evren cầm đầu, toàn bộ đất nước, kể cả giới trí thức, bị đặt dưới sự áp bức nặng nề. Aziz Nesin đã lãnh đạo một số trí thức trong hoạt động chống lại chính phủ quân sự, được biết đến với tên gọi Aydınlar Dilekçesi (Lời thỉnh cầu của trí thức). Ông đã dành trọn những năm cuối đời để chiến đấu chống lại trào lưu chính thống ngu dốt và cuồng tín.

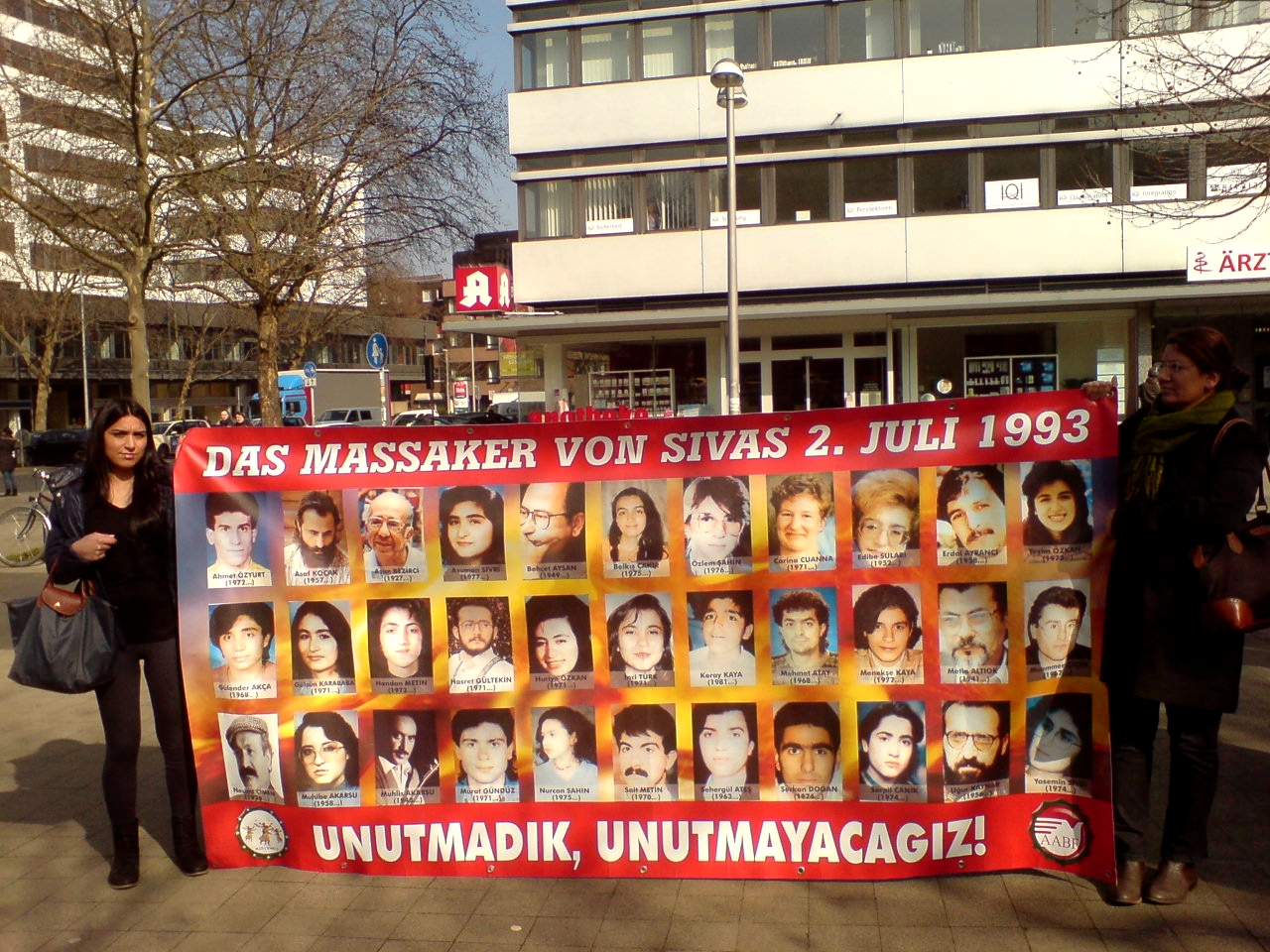
Banner ảnh những nạn nhân Sivas ngày 2/7/1993

Ông đấu tranh cho quyền tự do ngôn luận, đặc biệt là quyền được chỉ trích đạo Hồi một cách không thỏa hiệp. Đầu thập niên 1990, ông bắt đầu dịch cuốn tiểu thuyết gây nhiều tranh cãi của Salman Rushdie với tựa đề Những vần thơ của quỷ Satan. Việc này đã khiến ông trở thành đích nhắm của những tổ chức Hồi giáo cực đoan đang được sự ủng hộ rộng rãi trong quần chúng tại Thổ Nhĩ Kỳ. Ngày mùng 2 tháng 7 năm 1993, trong lúc dự lễ hội văn hoá Alevi tại trung tâm Anatolian của thành phố Sivas, một đám đông tạo bởi những người Hồi giáo cực đoan đã tụ tập xung quanh khách sạn Madimak - nơi lễ hội đang được tổ chức. Họ kêu gọi một đạo luật Hồi giáo và cái chết dành cho những kẻ ngoại đạo. Sau nhiều giờ bao vây, đám đông đã đốt khách sạn. Khi ngọn lửa đã nhấm chìm những tầng thấp của toà nhà thì xe cứu hoả mới có thể tiếp cận, và Aziz Nesin cùng nhiều vị khác được cứu thoát. Tuy nhiên, 37 người đã thiệt mạng. Sự kiện này được xem như một đòn giáng mạnh vào quyền tự do ngôn luận và quyền con người tại Thổ Nhĩ Kỳ. Nó đào sâu thêm sự rạn nứt giữa phe tôn giáo và những người có tư tưởng ngoại đạo tại đất nước này.
Ngày mùng 6 tháng 7 năm 1995, ngay sau khi ký tên cho một quyển sách, Aziz Nesin đã qua đời do một cơn đau tim. Thi thể ông được chôn cất tại một nơi bí mật trong khu đất của Quỹ Nesin mà không tổ chức bất kỳ nghi lễ nào, thể theo ước nguyện của ông.

## Tựa sách nổi tiếng
- Những người thích đùa
- Cầu thủ bóng đá
- Con cái chúng ta giỏi thật!